# جغرافیای پالائو

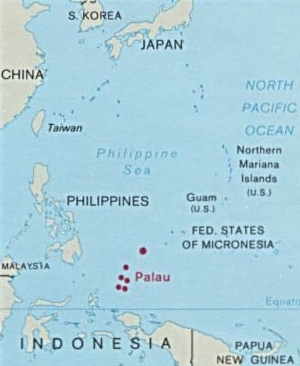
موقعیت پالائو در اقیانوسیه.

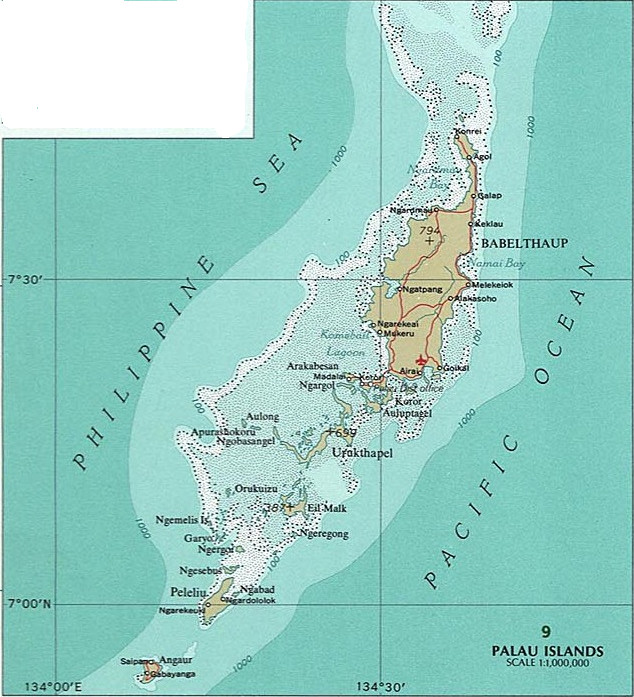
مجمع‌الجزایر پالائو بین اقیانوس آرام و دریای فیلیپین جای گرفته‌اند.

جمهوری پالائو شامل هشت جزیره اصلی و بیش از ۲۵۰ جزیره کوچکتر است که در فاصله ۵۰۰ مایلی جنوب شرقی فیلیپین، در اقیانوسیه قرار دارند. جزایر پالائو غربی‌ترین بخش از زنجیره جزایر کارولین را تشکیل می‌دهند.
این کشور صحنه نبرد «پللیو»، از نبردگاه‌های جنگ جهانی دوم و جزایر صخره‌ای مشهوری را در خود جای داده‌است. مساحت کل خشکی در پالائو ۴۵۹ کیلومتر مربع است. پالائو دارای چهل و دومین منطقه ویژه اقتصادی جهان با مساحت ۶۰۳٬۹۷۸ کیلومتر مربع است.

## خشکی‌ها
مجمع‌الجزایر پالائو شامل بیش از ۲۵۰ جزیره و جزیرک است که در امتداد یک قوس ۱۵۰ کیلومتری شمالی به جنوبی، در غرب اقیانوس آرام کشیده شده‌اند. مرکز آن در نزدیکی ۷ درجه عرض شمالی، حدود ۶۵۰ کیلومتری شمال جایاپورا در جزیره گینه نو، و نزدیک ۱۳۴ درجه عرض شرقی، حدود ۹۰۰ کیلومتری شرق میندانائو فیلیپین، واقع شده‌است.
این مجمع‌الجزایر از نظر زمین‌شناسی گوناگونی زیادی دارد اما تحت سلطه بابلدائوب قرار دارد که در اصل جزیره‌ای آتشفشانی است و با مساحت ۳۶۳ کیلومتر مربع، بیش از سه چهارم از کل خشکی‌های پالائو را به‌خود اختصاص داده است. ۹۰ کیلومتر مربع باقی‌مانده بین سه جزیره آتشفشانی، دو آب‌سنگ حلقوی و تعداد زیادی جزیره آهکی مرجانی تقسیم شده‌است.